# Joegoslavië op de Olympische Winterspelen 1992
Tijdens de Olympische Winterspelen van 1992, die in Albertville (Frankrijk) werden gehouden, nam Joegoslavië voor de veertiende keer deel.

## Deelnemers en resultaten

### Alpineskiën
| Olympiër           | Discipline       | Resultaat | Prestatie                             |
| ------------------ | ---------------- | --------- | ------------------------------------- |
| Enis Bećirbegović  | super g (m)      | 67e       | 1.24,15 (+11,11)                      |
| Enis Bećirbegović  | reuzenslalom (m) | dnf-1     | opgave run 1                          |
| Enis Bećirbegović  | slalom (m)       | dnf-1     | opgave run 1                          |
| Rejmon Horo        | reuzenslalom (m) | dnf-1     | opgave run 1                          |
| Rejmon Horo        | slalom (m)       | dnf-1     | opgave run 1                          |
| Slađan Ilić        | slalom (m)       | 46e       | 2.20,07 (+35,68) 1.11,48+1.08,59      |
| Igor Latinović     | super g (m)      | dnf       | opgave                                |
| Igor Latinović     | reuzenslalom (m) | dq-1      | diskwalificatie run 1                 |
| Igor Latinović     | combinatie (m)   | dnf-s1    | opgave slalom run 1 afdaling: 1.58,57 |
| Zoran Perušina     | super g (m)      | 72e       | 1.25,23 (+12,19)                      |
| Zoran Perušina     | reuzenslalom (m) | 58e       | 2.36,02 (+29,04) 1.18,95+1.17,07      |
| Zoran Perušina     | slalom (m)       | 42e       | 2.04,54 (+20,15) 1.01,43+1.03,11      |
| Zoran Perušina     | combinatie (m)   | dnf-s1    | opgave slalom run 1 afdaling: 2.14,19 |
| Edin Terzić        | super g (m)      | 69e       | 1.24,70 (+11,66)                      |
| Edin Terzić        | combinatie (m)   | dnf-s1    | opgave slalom run 1 afdaling: 1.59,90 |
|                    |                  |           |                                       |
| Arijana Boras      | combinatie (v)   | dnf-a     | opgave afdaling                       |
| Vesna Dunimagloska | reuzenslalom (v) | dq-2      | diskwalificatie run 2 1.24,02+dq      |
| Vesna Dunimagloska | slalom (v)       | 34e       | 2.03,78 (+31,10) 1.04,26+59,52        |
| Marina Vidović     | super g (v)      | 41e       | 1.34,35 (+13,13)                      |
| Marina Vidović     | reuzenslalom (v) | 33e       | 2.33,18 (+20,44) 1.16,72+1.16,46      |
| Marina Vidović     | slalom (v)       | 31e       | 1.51,46 (+18,78) 57,99+53,47          |
| Marina Vidović     | combinatie (v)   | dnf-s1    | opgave slalom run 1 afdaling: 1.35,82 |

### Biatlon
| Olympiër                                                    | Discipline             | Resultaat | Prestatie |
| ----------------------------------------------------------- | ---------------------- | --------- | --- |
| Zoran Ćosić                                                 | 10 km (m)              | 86e       | 33.14,6 (+7.12,3) pen.: 2 (0 + 2)                                                                                            |
| Zoran Ćosić                                                 | 20 km (m)              | 81e       | 1:09.12,8 (+12.38,4) pen.: 4 (1 + 1 + 0 + 2)                                                                                 |
| Mladen Grujić                                               | 10 km (m)              | 76e       | 30.27,6 (+4.25,3) pen.: 3 (2 + 1)                                                                                            |
| Mladen Grujić                                               | 20 km (m)              | 79e       | 1:08.40,6 (+11.06,2) pen.: 6 (0 + 5 + 0 + 1)                                                                                 |
| Admir Jamak                                                 | 10 km (m)              | 85e       | 33.08,8 (+7.06,5) pen.: 2 (0 + 2)                                                                                            |
| Admir Jamak                                                 | 20 km (m)              | 84e       | 1:14.09,6 (+17.35,2) pen.: 10 (3 + 1 + 2 + 4)                                                                                |
| Tomislav Lopatić                                            | 10 km (m)              | 87e       | 34.30,1 (+8.27,8) pen.: 3 (0 + 3)                                                                                            |
| Tomislav Lopatić                                            | 20 km (m)              | 85e       | 1:14.35,8 (+17.01,4) pen.: 8 (1 + 1 + 3 + 3)                                                                                 |
| Team Mladen Grujić Tomislav Lopatić Zoran Ćosić Admir Jamak | 4x7,5 km estafette (m) | 19e       | 1:38.40,2 (+13.56,7) pen.: 0 23.30,2 pen.: 0 (0 + 0) 25.23,3 pen.: 0 (0 + 0) 24.03,9 pen.: 0 (0 + 0) 25.42,8 pen.: 0 (0 + 0) |

### Bobsleeën
| Olympiër                                                           | Discipline                   | Resultaat | Prestatie                                               |
| ------------------------------------------------------------------ | ---------------------------- | --------- | ------------------------------------------------------- |
| Borislav Vujadinović Miro Pandurević                               | 2-mansbob (m) Joegoslavië I  | 29e       | 4.10,11 (+6,85) (1.02,22 / 1.02,43 / 1.02,73 / 1.02,73) |
| Dragiša Jovanović Ognjen Sokolović                                 | 2-mansbob (m) Joegoslavië II | 34e       | 4.11,39 (+8,13) (1.02,67 / 1.02,97 / 1.02,94 / 1.02,81) |
| Zdravko Stojnić Dragiša Jovanović Miro Pandurević Ognjen Sokolović | 4-mansbob (m) Joegoslavië I  | 24e       | 4.01,30 (+7,40) (1.00,16 / 1.00,28 / 1.00,59 / 1.00,27) |

### Langlaufen
| Olympiër              | Discipline                    | Resultaat | Prestatie                              |
| --------------------- | ----------------------------- | --------- | -------------------------------------- |
| Bekim Babić           | 10 km klassiek (m)            | 101e      | 37.55,9 (+10.19,9)                     |
| Bekim Babić           | 30 km klassiek (m)            | 82e       | 2:06.09,4 (+43.41,6)                   |
| Bekim Babić           | achtervolging 10 km+15 km (m) | 89e       | +18.32,9 (10 km:37.55 + 15 km:46.15,8) |
| Aleksandar Milenković | 10 km klassiek (m)            | 87e       | 35.47,0 (+8.11,0)                      |
| Aleksandar Milenković | 30 km klassiek (m)            | 80e       | 1:57.57,4 (+35.29,6)                   |
| Aleksandar Milenković | 50 km vrije stijl (m)         | 65e       | 2:34.31,1 (+30.49,6)                   |
| Aleksandar Milenković | achtervolging 10 km+15 km (m) | 75e       | +14.36,9 (10 km:35.47 + 15 km:44.27,8) |
| Momo Skokić           | 10 km klassiek (m)            | 94e       | 36.48,4 (+9.12,4)                      |
| Momo Skokić           | 30 km klassiek (m)            | dnf       | opgave                                 |
| Momo Skokić           | 50 km vrije stijl (m)         | dnf       | opgave                                 |
| Momo Skokić           | achtervolging 10 km+15 km (m) | dnf       | opgave (10 km:36.48 + 15 km:opgave)    |

### Rodelen
| Olympiër         | Discipline | Resultaat | Prestatie                                              |
| ---------------- | ---------- | --------- | ------------------------------------------------------ |
| Igor Špirić      | mannen     | 33e       | 3.13,423 (+11,060) (48,261 / 47,947 / 48,707 / 48,508) |
| Ismar Biogradlić | mannen     | 34e       | 3.16,655 (+14,292) (48,997 / 48,570 / 49,783 / 49,305) |

### Schaatsen
| Olympiër        | Discipline | Resultaat | Prestatie          |
| --------------- | ---------- | --------- | ------------------ |
| Bajro Čenanović | 500 m (m)  | 42e       | 43,09 (+5,95)      |
| Bajro Čenanović | 1500 m (m) | 45e       | 2.12,09 (+17,28)   |
| Bajro Čenanović | 5000 m (m) | 36e       | 8.20,30 (+1.20,33) |
| Slavenko Likić  | 500 m (m)  | 43e       | 43,81 (+6,67)      |
| Slavenko Likić  | 1000 m (m) | 43e       | 1.28,57 (+13,72)   |

Algerije · Amerikaanse Maagdeneilanden · Andorra · Argentinië · Australië · België · Bermuda · Bolivia · Brazilië · Bulgarije · Canada · Chili · China · Chinees Taipei · Costa Rica · Cyprus · Denemarken · Duitsland · Estland · Filipijnen · Finland · Frankrijk · Gezamenlijk team · Griekenland · Groot-Brittannië · Honduras · Hongarije · Ierland · IJsland · India · Italië · Jamaica · Japan · Joegoslavië · Kroatië · Letland · Libanon · Liechtenstein · Litouwen · Luxemburg · Marokko · Mexico · Monaco · Mongolië · Nederland · Nederlandse Antillen · Nieuw-Zeeland · Noord-Korea · Noorwegen · Oostenrijk · Polen · Puerto Rico · Roemenië · San Marino · Senegal · Slovenië · Spanje · Swaziland · Tsjecho-Slowakije · Turkije · Verenigde Staten · Zuid-Korea · Zweden · Zwitserland